# LBE P 3
In die Gattung P 3 reihte die Lübeck-Büchener Eisenbahn (LBE) 1903 folgende Lokomotiven ein:
- 47 LÜBECK, 48 RIGA, 51 ST. PETERSBURG (ab 1917: 23–25): LBE-Konstruktion (Übergangsbauart zwischen Preußischer P 2 und Preußischer P 3.1), Baujahre 1894–1896, siehe LBE Nr. 47 und 48, 51 (alt)
- 52 ADLER, 53 FALKE, 57 GREIF, 58 MÖWE, 59 SPERBER, 60 BUSSARD, 61 CONDOR, 62 SCHWALBE (ab 1917: 26–33): baugleich Preußische P 3.2, Baujahre 1897–1901